# Sarah Aroeste
Sarah Aroeste es una cantante judía-estadounidense de música en Judeoespañol. Su música es a menudo referida como “Rock Feminista en Ladino.”

## Primeros años
Aroeste nació en Washington D. C., y se crio en Princeton, New Jersey. Sus raíces familiares vienen de la otrora vibrante comunidad judía griega vibrante de Salónica, la cual fue casi completamente destruida en el Holocausto. En 1927, su familia construyó una sinagoga en Salónica, la cual es hoy día una de las pocas que permanecen en pie en la ciudad. Su familia emigró a los Estados Unidos desde Macedonia y Grecia a principios del siglo XX.
Aroeste estudió canto para ópera clásica en el Westminster Choir College y en la Universidad Yale. Asistió al Israel Vocal Arts Institute en 1997, primero aprendiendo canciones tradicionales en Ladino mientras estudiaba con Nico Castel.

## Carrera musical

### Inicios en la música sefardí
A finales de la década de 1990, Aroeste trabajaba para la Foundation for Jewish Culture en Nueva York, donde creó un proyecto para jóvenes músicos judíos denominado The New Jewish Musics Intitiative. Estaba decepcionada de que, mientras había un resurgimiento de la música klezmer típica de los asquenazíes,  no había un resurgimiento similar para la música sefardí. Incapaz de encontrar intérptetes de música m/oderna en Judeoespañol, decidió fundar su propia banda de rock en Ladino en 2001. En ese entonces, había muy pocos músicos haciendo música en este idioma. Sarah, nacida Silverman,  adoptó el apellido de soltera de su madre cuando decidió comenzar su carrera musical. Su objetivo era obtener una audiencia más amplia, más joven para la música en Judeoespañol, creando nuevos arreglos de la música tradicional de sus antepasados para darles un sonido más moderno. Aroeste se ha convertido en una de las pioneras del renacimiento de la música en Judeoespañol
Desarrollada por los judíos de la península ibérica luego de su expulsión de España, el Ladino tiene muchos de los elementos del castellano del siglo XV. Sin embargo, debido a la amplia diáspora sefardí, la música en Judeoespañol no es de una región particular, sino de una variedad de geografías y etnicidades. El idioma tiene bases del Castellano septentrional, con elementos de hebreo, arameo, árabe, turco, griego y otras lenguas. Para 2012, el Ladino, también conocido como Judeo-español, es hablado por menos de 100.000 personas, la mayoría de las cuales quien residen en Israel.

### A la UnayPuertas
Los primeros dos álbumes de Aroeste, A la Una (2003) y Puertas (2007), eran principalmente versiones modernas de melodías tradicionales sefardíes. Producido por Frank London, Puertas introduce instrumentos de rock tradicionales como la guitarra, bajos y batería, junto a instrumentos del Medio Oriente como el oud y la darbuka. Esté descrito como “música tradicional en Ladino actualizada con rock, funk y jazz.”

### Gracia
El tercer álbum de Aroeste, Gracia, lleva este nombre en honor a Dona Gracia Mendes Nasi, una judía del siglo XV que ayudó a criptojudíos a huir de la Inquisición española. Producido y arreglado por Shai Bachar,  incluye rapeo de la poeta Vanessa Hidary, y frases de un discurso de Gloria Steinem. A diferencia de sus primeros dos álbumes, las canciones en Judeoespañol de Gracia son originales de Aroeste. Ha declarado que es álbum más experimental que ha hecho. Con este álbum,  “desarrollé un estilo que toma prestado liberalmente de los sitios más inesperados, desde la fusion-pop de Santigold hasta gothic metal,” mientras que cuidaba de asegurarse que “durante estos experimentos de género, las influencias de la música en Ladino no desaparezcan, sino que se integren.” Gracia ha sido considerado como "el ejemplo más importante en lo que respecta a la relevancia actual de la música en Ladino.”
En 2012, la música de Gracia fue presentada en los programas de radio estadounidenses Alt.Latino en NPR, Transpacific Sound Paradise en WFMU y en WBEZ Chicago Public Radio.

### Ora de Despertar
El cuarto álbum de Aroeste un álbum grabado completamente en Ladino y dedicado a música infantil, el único álbum contemporáneo y quizás de la historia de música infantil en este idioma. Las canciones enseñan conceptos sencillos en Ladino y va desde temas de aprender a comer, a las partes del cuerpo a los animales de una granja. Con este álbum Aroeste ha recibido créditos por ayudar a perpetuar la cultura judeoespañola por otra generación.

### Together/Endjuntos
El quinto álbum de Aroeste es un álbum de canciones festivas bilingüe (ladino / inglés) totalmente original que contiene canciones relacionadas con festividades del calendario hebreo..

### Monastir
El sexto álbum de Aroeste es un homenaje musical a la otrora próspera comunidad sefardí de Monastir. Cuenta con 30 músicos de 5 países, cantando en 3 idiomas para honrar a la comunidad judía balcánica de la familia de Aroeste, destruida en la Segunda Guerra Mundial.

## Presentaciones
Aroeste ha actuado en escenarios de todo el mundo, incluyendo los Balcanes, Cuba, Sevilla para el día Internacional de las Mujeres, el Sephardic Music Festival en Nueva York y el Festival de World Music de Gibraltar en el Peñón de Gibraltar.
En 2008, fue una finalista en el Festiladino, la competición internacional de música en judeoespañol. Como parte de la competición,  cantó en el Teatro de Jerusalén con la Orquesta Sinfónica de Jerusalén. En 2014, Aroeste ganó el Sephardic Prize en el Festival Internacional de Música Judía en Ámsterdam, y en 2015 representó a los EE. UU. en el Festival Internacional de Música Sefardí en Córdoba, España.

## Libros
Sarah Aroeste ha expandido su carrera artística dedicándose a escribir libros para niños con contenido bilingüe en idioma judeoespañol y en inglés, convirtiéndose en la primera autora contemporánea en publicar libros infantiles en esta lengua. Su libro Buen Shabat, Shabbat Shalom es considerado el primer libro de caricaturas contemporáneo con texto en ladino publicado por una casa editorial comercial.

### Obras publicadas
- Ora de Despertar/Time to Wake Up (2017)
- Buen Shabat, Shabbat Shalom (Kar-Ben) (2020)

## Discografía

### Álbumes
- A la Una: In the Beginning (2003)
- Puertas (2007)
- Gracia (2012)
- Ora de Despertar (2016)
- Together/Endjuntos (2017)
- Monastir (2021)

### Recopilaciones
- Sephardic Music Festival, Vol. 1 – “Hija Mia (Tamir Muskat Remix)” (2010)
- Sephardic Music Festival, Vol. 2 – “Gonna Light” (feat. Y-Love) and “La Comida La Manana” (2012)